# La Chaussée, Seine-Maritime

La Chaussée este o comună în departamentul Seine-Maritime, Franța. În 1 ianuarie 2022 avea o populație de 553 de locuitori.